# Cratere Apollo
Apollo è un cratere lunare di 524,23 km situato nella parte sud-orientale della faccia nascosta della Luna. Il cratere è dedicato alle missioni Apollo.